# Gebrüder Bossler
Das Fahrgastschiff Gebrüder Bossler war im Liniendienst der Reedereien Personenschiffahrt Gebr. Bossler Neckarsteinach und der Heidelberger Fahrgastschiffahrt Bossler oHG eingesetzt. Es war der erste Neubau des Schifffahrtsunternehmens Gebr. Bossler nach dem Zweiten Weltkrieg.

## Geschichte
Die Gebrüder Bossler wurde 1957 auf der Schiffswerft Schmidt in Oberkassel unter dem Namen Stuttgart für die Reederei Gebr. Bossler-Personenschiffahrt gebaut. Da es auf dem Neckar im Raum Stuttgart bereits ein Fahrgastschiff mit dem gleichen Namen gab, wurde der Name des Schiffes in Gebrüder Bossler geändert.

## Technische Daten
Der Motor des Fahrgastschiffes ist 116 PS stark. Die Länge des Schiffes beträgt 27 Meter. Der Tiefgang ist mit 1,05 Meter angegeben.
Das Fahrgastschiff war laut Helmut Betz Historisches vom Strom und Dieter Schubert Deutsche Binnenfahrgastschiffe für 400 Personen zugelassen. Günter Benja gibt die Passagierzahl mit 300 Personen an. Mittlerweile ist das Schiff für 150 Personen angelegt. Die Passagierzahl setzt sich aus 60 Sitzplätzen unter Deck und 90 Sitzplätzen an Deck zusammen.

## Verbleib
1975 wurde die Gebrüder Bossler nach Veitshöchheim verkauft und in Walküre umbenannt. 1994 wechselte sie zum dritten Mal den Besitzer und kam zur Personenschifffahrt W. Wichmann. Der Name Walküre blieb aber bis 2008 erhalten. Seit 2007 ist das Schiff unter seinem vierten Eigner für die Reederei Zwenkau GmbH in Fahrt und wurde 2008 in Santa Barbara umgetauft.